# Copa de la Reina de Baloncesto 2002
La Copa de la Reina de Baloncesto 2002 corresponde a la 40.ª edición de dicho torneo. Se celebró entre el 11 y el 13 de enero de 2002 en el Pabellón Municipal de Würzburg de Salamanca.

## Equipos clasificados
El formato de competición es el mismo que la temporada anterior. Se juega en Salamanca, ejerciendo como anfitrión el Salamanca Halcón Viajes, que participa junto a los siete mejores del resto del equipos al final de la primera vuelta de la Liga Femenina. El campeón se clasifica para la Copa Europea Femenina de la FIBA 2002-03.
| Pos. | Equipo                      | PJ | G  | P | PF   | PC   | DP   | Pts | Clasificación    |
| ---- | --------------------------- | -- | -- | - | ---- | ---- | ---- | --- | ---------------- |
| 1    | Universitari Barcelona      | 13 | 11 | 2 | 1109 | 892  | +217 | 24  | Cabezas de serie |
| 2    | Ros Casares Valencia        | 13 | 10 | 3 | 1028 | 792  | +236 | 23  | Cabezas de serie |
| 3    | Ensino Yaya María           | 13 | 10 | 3 | 991  | 885  | +106 | 23  | Cabezas de serie |
| 4    | Celta Banco Simeón          | 13 | 9  | 4 | 887  | 833  | +54  | 22  | Cabezas de serie |
| 5    | Salamanca Halcón Viajes (H) | 13 | 8  | 5 | 1041 | 953  | +88  | 21  |                  |
| 6    | Caja Rural de Canarias      | 13 | 8  | 5 | 972  | 890  | +82  | 21  |                  |
| 7    | Filtros Mann Zaragoza       | 13 | 8  | 5 | 957  | 941  | +16  | 21  |                  |
| 8    | Andalucía Aifós             | 13 | 7  | 6 | 957  | 1000 | −43  | 20  |                  |

 Fuente: Liga Femenina

## Desarrollo
La primera Copa para el Ros Casares Valencia curiosamente fue la primera en la que arbitraron tres colegiados. Después de la prueba, la siguiente edición se volvió al formato de pareja arbitral.

## Fase final
|  | Cuartos de final        | Cuartos de final |                        |                      | Semifinales | Semifinales |  |                      | Final       | Final       |  |
|  | 11 de enero             | 11 de enero      |                        |                      | 12 de enero | 12 de enero |  |                      | 13 de enero | 13 de enero |  |
|  |                         |                  |                        |                      |             |             |  |                      |             |             |  |
|  |                         |                  |                        |                      |             |             |  |                      |             |             |  |
|  | Ros Casares Valencia    | 93               |                        |                      |             |             |  |                      |             |             |  |
|  | Ros Casares Valencia    | 93               |                        |                      |             |             |  |                      |             |             |  |
|  | Andalucía Aifós         | 66               |                        |                      |             |             |  |                      |             |             |  |
|  | Andalucía Aifós         | 66               |                        | Ros Casares Valencia | 62          |             |  |                      |             |             |  |
|  |                         |                  |                        | Ros Casares Valencia | 62          |             |  |                      |             |             |  |
|  |                         |                  | Celta Banco Simeón     | 45                   |             |             |  |                      |             |             |  |
|  | Salamanca Halcón Viajes | 69               | Celta Banco Simeón     | 45                   |             |             |  |                      |             |             |  |
|  | Salamanca Halcón Viajes | 69               |                        |                      |             |             |  |                      |             |             |  |
|  | Celta Banco Simeón      | 74               |                        |                      |             |             |  |                      |             |             |  |
|  | Celta Banco Simeón      | 74               |                        |                      |             |             |  | Ros Casares Valencia | 76          |             |  |
|  |                         |                  |                        |                      |             |             |  | Ros Casares Valencia | 76          |             |  |
|  |                         |                  | Ensino Yaya María      | 57                   |             |             |  |                      |             |             |  |
|  | Ensino Yaya María       | 68               | Ensino Yaya María      | 57                   |             |             |  |                      |             |             |  |
|  | Ensino Yaya María       | 68               |                        |                      |             |             |  |                      |             |             |  |
|  | Filtros Mann Zaragoza   | 67               |                        |                      |             |             |  |                      |             |             |  |
|  | Filtros Mann Zaragoza   | 67               |                        | Ensino Yaya María    | 78          |             |  |                      |             |             |  |
|  |                         |                  |                        | Ensino Yaya María    | 78          |             |  |                      |             |             |  |
|  |                         |                  | Caja Rural de Canarias | 75                   |             |             |  |                      |             |             |  |
|  | Universitari Barcelona  | 66               | Caja Rural de Canarias | 75                   |             |             |  |                      |             |             |  |
|  | Universitari Barcelona  | 66               |                        |                      |             |             |  |                      |             |             |  |
|  | Caja Rural de Canarias  | 75               |                        |                      |             |             |  |                      |             |             |  |
|  | Caja Rural de Canarias  | 75               |                        |                      |             |             |  |                      |             |             |  |
|  |                         |                  |                        |                      |             |             |  |                      |             |             |  |

### Final
| 13 de enero de 2002 | Ros Casares Valencia                                                                   | 76–57                                 | Ensino Yaya María                                                                        | Salamanca                                                                  |  |
| 12:00               | Parciales: 22–18, 18–11, 14–11, 22–17                                                  | Parciales: 22–18, 18–11, 14–11, 22–17 | Parciales: 22–18, 18–11, 14–11, 22–17                                                    |                                                                            |  |
|                     | Estadísticas Amaya Valdemoro 23 Amaya Valdemoro 9 Marta Fernández 3 Amaya Valdemoro 28 | Reporte Pts Reb Asts Val              | Estadísticas Isabel Sánchez 19 Catarina Pollini 8 cuatro jugadoras 1 Catarina Pollini 15 | Pabellón: Pabellón Municipal de Würzburg Árbitros: Garmendia, Pagán, Gómez |  |

| Ganadoras de la Copa de la Reina 2002 |
| ------------------------------------- |
| Ros Casares Valencia 1º título        |